# Mitani Chōzaburō
Mitani Chōzaburō (japanisch 三谷 長三郎, ursprünglich Mitani Ginjiro, * 1. Februar 1869 in Kanda-Nushi-chō, Tōkyō-fu (heute Kaji-chō, Chiyoda-ku, Tōkyō-to); † 25. Dezember 1932) war ein japanischer Unternehmer und Stifter.

## Leben

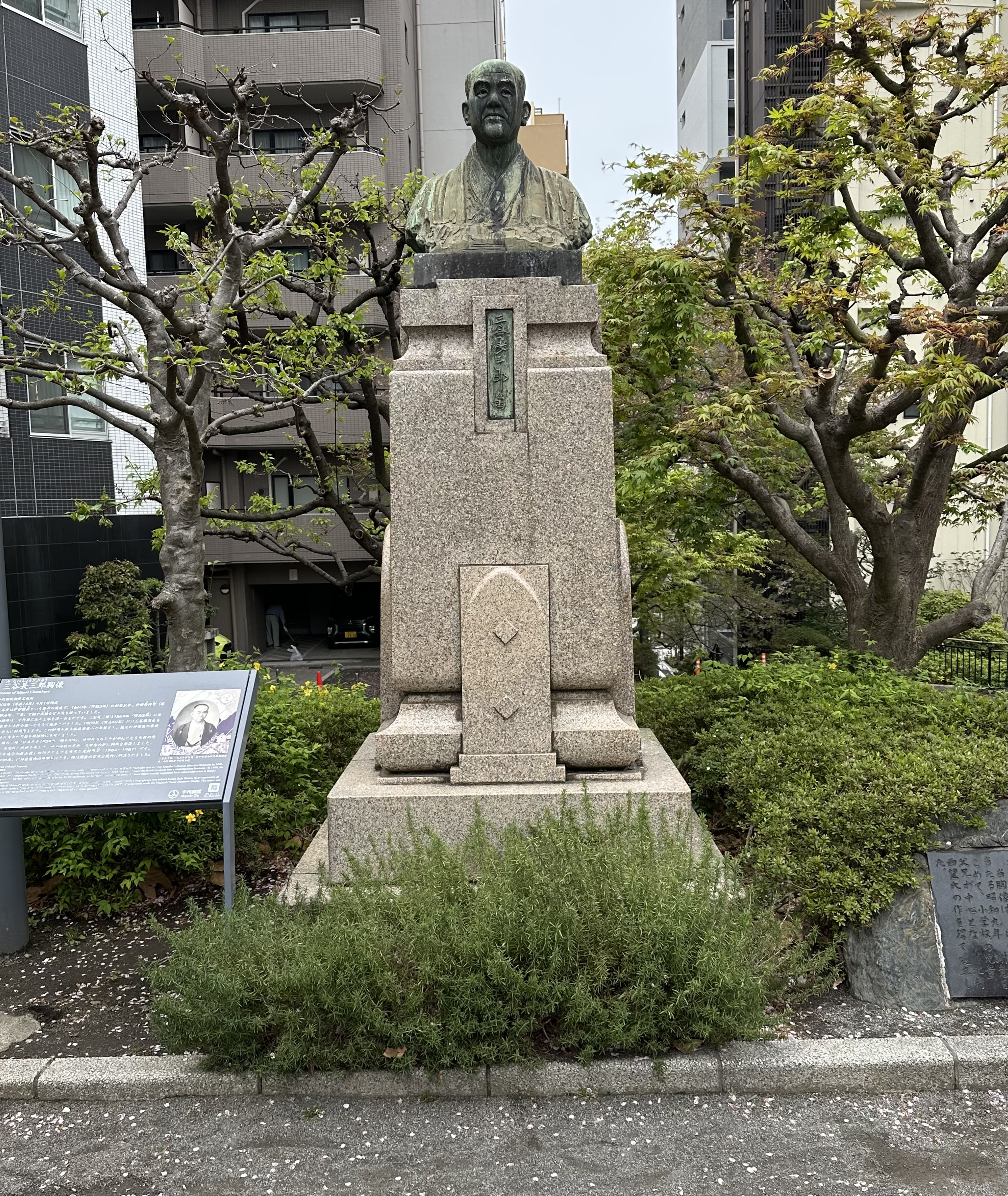
Mitani-Chōzaburō-Denkmal im Miyamoto-kōen, 2025

Mitani Chōzaburō übernahm 1886 in zehnter Generation die Leitung des Familienunternehmens Kinokuniya in Kanda, Tokio, später 1889–1943 zur Stadt Tokio gehörig, das seit seiner Gründung im Jahr 1660 mit Kupfer und Messing handelte. Er bewies große Managementfähigkeiten und führte das Unternehmen zu größerem wirtschaftlichen Erfolg.
Er gründete 1909 mit so erzielten Mitteln die Stiftung Mitani Hōonkai (三谷報恩会), die sich in der Finanzierung von Aufgaben der Schulbildung in Kanda verdient machte. Das Betätigungsfeld der Stiftung reicht von Stipendien, der Finanzierung von Schulmaterialien bis hin zur Unterstützung des Baus eines Schwimmbades.
Anlässlich seines dritten Todestages wurde ihm 1934 nahe des Kanda-Schreins das Mitani-Chōzaburō-Denkmal gesetzt.